# Glam metal
Glam metal er en undergenre af heavy metal der opstod i de sene 1970'er i USA. Det var en dominerende genre i populær rockmusik gennen 1980'erne og de tidlige 1990'er, som bl.a. kombinerede rockballader med heavy metal riffs

## Karakteristik
Genren er også kendt som hair metal og pop metal. Det første begreb var populariseret af MTV i 1990'erne og udsprang af en udbredt tendens blandt musikerne, som satte deres lange hår op i fantasifulde frisurer-
Grunden til det også fik navnet pop metal var på grund af det var den mindste metalliske udgave af heavy metal. Det var den mest populære form af hård rock i 1980'erne. Nogle pop metalbands lagde vægt på guitarriffene men den største tiltrækningskarft var de fængende omkvæd fra arena rock.

## Historie
Glam metallen så dagens lys i de tidlige 1980ére. Glam metallen var inspireret af flere forskellige andre genrer – bl.a. Heavy metal, Glam rock og Punk. Et af de første bands på denne scene var Mötley Crüe, som også blev et af de mest populære bands inden for genren. I midten af 1980'erne var flere nye hoppet med på vognen – bl.a. Dokken, Poison og Ratt, som også gik hen og blev populære. Også bands som Aerosmith, Alice Cooper, KISS og Whitesnake, der allerede havde fået deres gennembrud gennem mere traditionel rockmusik, begyndte at udgive albums, der var meget inspireret af glam metal. Glam metallen toppede for alvor i slutningen 1980'erne. På det tidspunkt var der et hav af både kendte og mindre kendte bands. De fleste bands havde base i USA, da glam metal aldrig fik det helt store gennembrud i Europa. Nogle af de få store europæiske bands, som var inspireret af glam metal var Def Leppard, Europe, Scorpions og Whitesnake. Eneste danske band der for alvor fik et internationalt gennembrud inden for glam metal var Pretty Maids.
I 1990'erne opstod Grungemusikken, der satte en solid stopper for glam metallens popularitet. Glam metallen blev sat fuldstændigt i baggrunden, pladeselskaberne vendte dem ryggen, og MTV begyndte i stedet at vise videoer med nye bands som Nirvana, Pearl Jam og Soundgarden. Andre metalgenrer som Thrash metal og Groove metal overgik også glam metallen i popularitet. Det betød, at flere af de mindre etablerede glam metalbands måtte dreje nøglen om, og kun de store glam metalbands formåede at udgive nyt materiale. Først i midten af 2000'erne begyndte glam metallen at komme frem igen. Helt nye bands som Crashdiet, Hardcore Superstar og Wig Wam så dagens lys. Den nye bølge af glam metal har dog indtil videre primært opnået popularitet i USA og især Sverige.